# New York Hall of Science
New York Hall of Science è una struttura a uso museale superstite dell'esposizione universale di New York del 1964.
Sorge a Flushing Meadows Park nel borough newyorkese di Queens.
Al 2022 è l'unico centro interattivo che tratti scienza e tecnologie a New York; in particolare è costituito da più di 400 padiglioni interattivi che esplorano tematiche della biologia, della chimica e della fisica.

## Storia
Fondato nel 1964 come parte dell'Esposizione universale nel Flushing Meadows Park, era all'epoca uno dei pochissimi musei della scienza esistenti. A differenza di altre istituzioni, che furono chiuse immediatamente o poco dopo la Fiera, la Hall of Science rimase invece aperta, come risorsa a disposizione degli studenti. I suoi reperti all'epoca erano piuttosto limitati, ma includevano i progetti per il primo "atomario" (cioè un reattore funzionante in grado di mostrare le reazioni atomiche) del mondo aperto al pubblico. Fu poi chiusa per un periodo a partire dal 1979, per consentire alcuni importanti lavori di ristrutturazione. 
La città di New York ingaggiò nel 1984 il fisico Alan Friedman per aiutare a gestire la transizione del museo: Friedman supervisionò un cambiamento di prospettiva dalla fantascienza alla rilevanza della scienza nella vita di tutti giorni. Dopo la sua riapertura nel 1986, la città di New York tornava ad avere un museo della scienza per la prima volta da quando aveva chiuso sette anni prima. Furono quindi realizzati progetti per l'esposizione di un atomo, che presero la forma del modello di un atomo quantico del costo di 40.000 dollari, nell'ambito dei lavori di ampliamento e rinnovamento del museo, per i quali furono spesi in tutto 400.000 dollari. La crescita del museo e la sua capacità di attrarre folle di visitatori fu inaspettata e spinse il comune a ricercare nuovi fondi e a progettare un'ulteriore espansione.
All'epoca della sua riapertura, il museo era unico nel suo genere, in quanto forniva anche un programma di formazione per specializzandi di scienze che avrebbero poi continuato a studiare in base ad un programma di esonero dalle tasse di iscrizione presso il vicino Queens College, impegnandosi in cambio a trascorrere almeno due anni nelle scuole dalla città che avevano bisogno di educatori di scienze. Il museo continuò a svolgere il suo ruolo di sostegno ai bambini delle scuole della città, e nel 1991 annunciò piani per un rinnovamento ed un'espansione decennali da 80 milioni di dollari, che gli avrebbero consentito di soddisfare le richieste di un numero crescente di visitatori. L'ulteriore espansione, che prevedeva una nuova entrata, un'area di ristoro e un campo da gioco scientifico, iniziò nel 1996 e rifletteva il bisogno di aggiornamenti costanti nei musei della scienza, finalizzati a mantenere le loro esposizioni ad un livello adeguato e al passo con i tempi. In riconoscimento del suo continuo potenziamento, alla Hall fu concesso lo status di istituzione culturale del comune di New York, conferito ad un limitato numero di organizzazioni.
Nel 1999 fu presa la decisione di continuare a far crescere ed espandere il museo senza l'ausilio  di un IMAX, dal momento che il mercato risultava già saturato. Invece, i fondi furono spesi per raddoppiare il suo spazio espositivo e restaurare i suoi famosi razzi, che erano stati donati dal programma spaziale per la Fiera mondiale e restituiti nel 2003. Sempre nel 2003, la Hall annunciò a Tech City la sua proposta da 300 milioni di dollari per un centro delle scienze da collocare a Ground Zero, nell'ambito della gara bandita per i progetti di riconversione dell'area. Sebbene Tech City abbia selezionato il progetto della Hall of Science nella lista breve (short list) di quindici finalisti nel febbraio 2004, durante un processo che era stato criticato per mancanza di apertura e di trasparenza, alla fine però il progetto non fu scelto. La New York Hall of Science continua a cercare una sede satellite a Manhattan sebbene la sua attività si sviluppi nel Queens.

### Finanziamento
Nel 2005, il museo fu tra le 406 istituzioni artistiche e di servizi sociali di New York a ricevere parte di una sovvenzione di 20 milioni di dollari dalla Carnegie Corporation, il che fu reso possibile mediante una donazione del sindaco di New York Michael Bloomberg. La Hall ha continuato a ricevere finanziamenti da numerose fonti, essenziali per il suo funzionamento e la sua espansione. Per il museo si è trattato di un gradito cambiamento rispetto alla situazione degli anni Novanta, quando severi tagli ai finanziamenti minacciavano la sua capacità di funzionare adeguatamente.

## Reperti

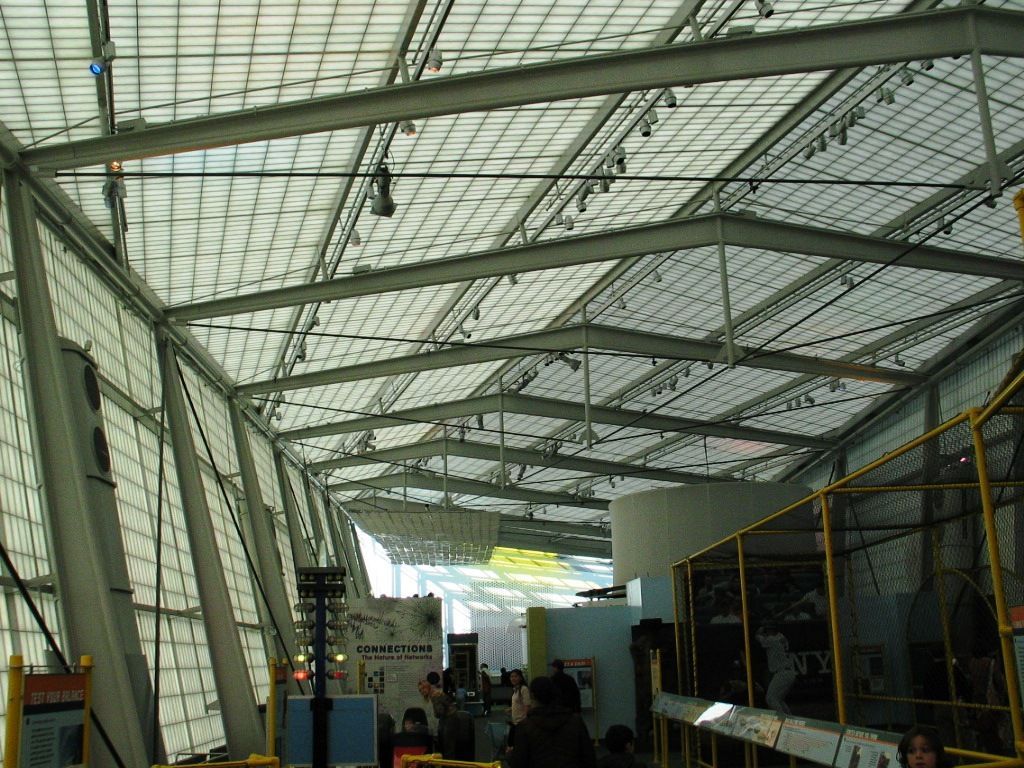
Tra i reperti del museo

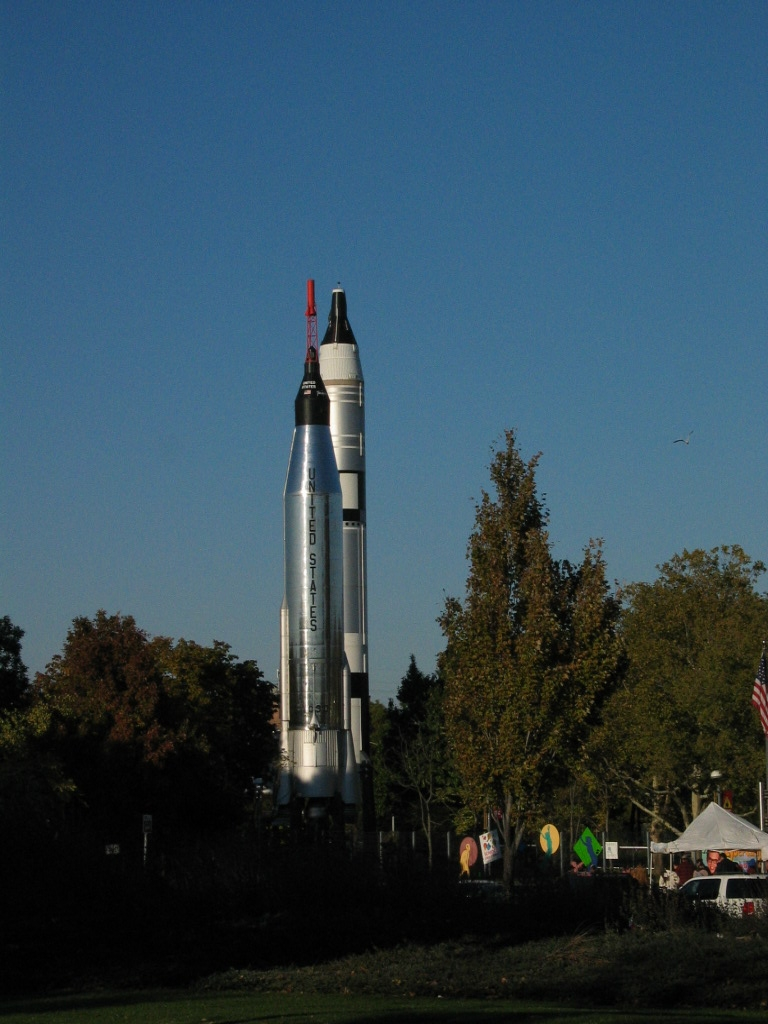
I razzi Mercury-Atlas e Gemini-Titan accanto alla Hall of Science

La Hall ha per obiettivo principale l'educazione dei bambini da 1 a 17 anni ed il suo pubblico, di conseguenza, consiste in primo luogo di bambini della città per i quali l'incontro con la scienza è qualcosa di nuovo. Il museo ospita una vasta collezione permanente nonché una serie di mostre itineranti. Sebbene sia ora abbastanza comune, il museo fu tra i primi a far valutare i suoi reperti ai giovani visitatori e accolse le loro indicazioni in preparazione della riapertura nel 1986. Le esposizioni permanenti della Hall comprendono:
- Connections: The Nature of Networks («Collegamenti: La Natura delle Reti»)
- Feedback («Risposta»)
- Hidden Kingdoms: The World of Microbes («Regni Nascosti: Il Mondo dei Microbi»)[26]
- Marvelous Molecules - The Secret of Life («Molecole Meravigliose - Il Segreto della Vita»)
- Preschool Place («Spazio prescolastico»)

- Realm of the Atom («Regno dell'Atomo»)
- Rocket Park («Parco dei Razzi»)[13]
- Science Playground («Campo da Gioco della Scienza»)[27]
- Science Technology Library («Biblioteca della Scienza e della Tecnologia»)
- The Search for Life Beyond the Earth («La Ricerca della Vita Oltre la Terra»)

- Seeing the Light («Vedere la Luce»)
- Sound Sensations: The Inside Story of Audio («Sensazioni Sonore: la Storia Interna dell'Audio»)
- The Sports Challenge («La Sfida degli Sport»)
- Technology Gallery («Galleria della Tecnologia»)
- Amateur Radio Station («Stazione Radioamatoriale»)